# Don't Go (film)
Pour plus de détails, voir Fiche technique et Distribution.
Don't Go est un film d'animation turc de court métrage réalisé par Turgut Akacik et sorti en 2010.

## Fiche technique
- Titre original : Don't Go
- Réalisation : Turgut Akacik
- Scénario : Turgut Akacik
- Musique :
  - "Don't Go", Yazoo
  - "Invisible", Fischerspooner
- Son : Ozan Kurtulus
- Montage : Turgut Akacik
- Direction artistique : Melis Seylan
- Animation : Turgut Akacik
- Storyboard : Ahmet Tabak
- Compositing : Koray Guzey et Ilhan Poyraz
- Producteur : Oya Aytimur
- Société de production : Anima Istanbul Studios
- Pays d'origine :  Turquie
- Date de sortie :
  -  France :
    - Juin 2016 (FIFA 2010)

## Distinctions
Il remporte le prix du jury junior pour un court métrage et une mention spéciale ex æquo à l'édition 2010 du festival international du film d'animation d'Annecy.